# Vacanza in paradiso
Vacanza in paradiso (Au Pair 3: Adventure in Paradise) è un film del 2009 diretto da Mark Griffiths. È il sequel del film Matrimonio per papà 2 del 2001, in cui le vicende si svolgono otto anni dopo.

## Trama
Dopo che Alex si è diplomato e la sorella Katie e la sua amica Ariana hanno superato il primo anno di college, il padre Oliver decide di portare la sua famiglia in vacanza a Porto Rico in una villa che si affaccia sul mare. Jenny affida la neo figlioletta Sarah alla domestica Teresa, per dedicare più tempo alla vacanza con il marito. Alex è attratto da Ariana e, appassionato di arte, le dedica molti disegni, mentre Katie non approva che i due si avvicinino.
Durante le vacanze, la famiglia, in particolare i ragazzi, è costantemente sorvegliata da due guardie del corpo per volontà del padre. A Porto Rico Oliver ha chiuso in una teca un motore ad acqua da proporre alla sua azienda che, però, vorrebbe tagliare i fondi per le sperimentazioni e sfiduciarlo come amministratore. Katie e Ariana conoscono Danny, un riparatore di biciclette, ma i loro incontri sono disturbati dalle guardie del corpo.
Mentre il padre è rientrato a Los Angeles per una riunione d'emergenza, Alex, Katie, Ariana e Danny si intrattengono per una serata fatta di festa in cui i due fratelli cercano di contrastare le guardie per non essere disturbate; Alex scopre però che Ariana, a cui ha dato il primo bacio, è stata ingaggiata dal padre come guardia del corpo per proteggere Katie durante il periodo del college. Katie successivamente perdona Ariana per l'inganno subìto per un anno intero.
Oliver, tornato a Porto Rico improvvisamente, rivela a tutti della crisi che sta affliggendo l'azienda, e così la famiglia, a insaputa del padre, lo vuole aiutare a risollevarsi e a far approvare il progetto del motore ad acqua: fanno così venire Walter Hausen dall'azienda per mostrargli il motore applicato al bus che trasportava la famiglia e alla fine il progetto viene approvato.
La famiglia è felice della risoluzione del problema e delle vacanze appena trascorse.